# Piastów-Kurak

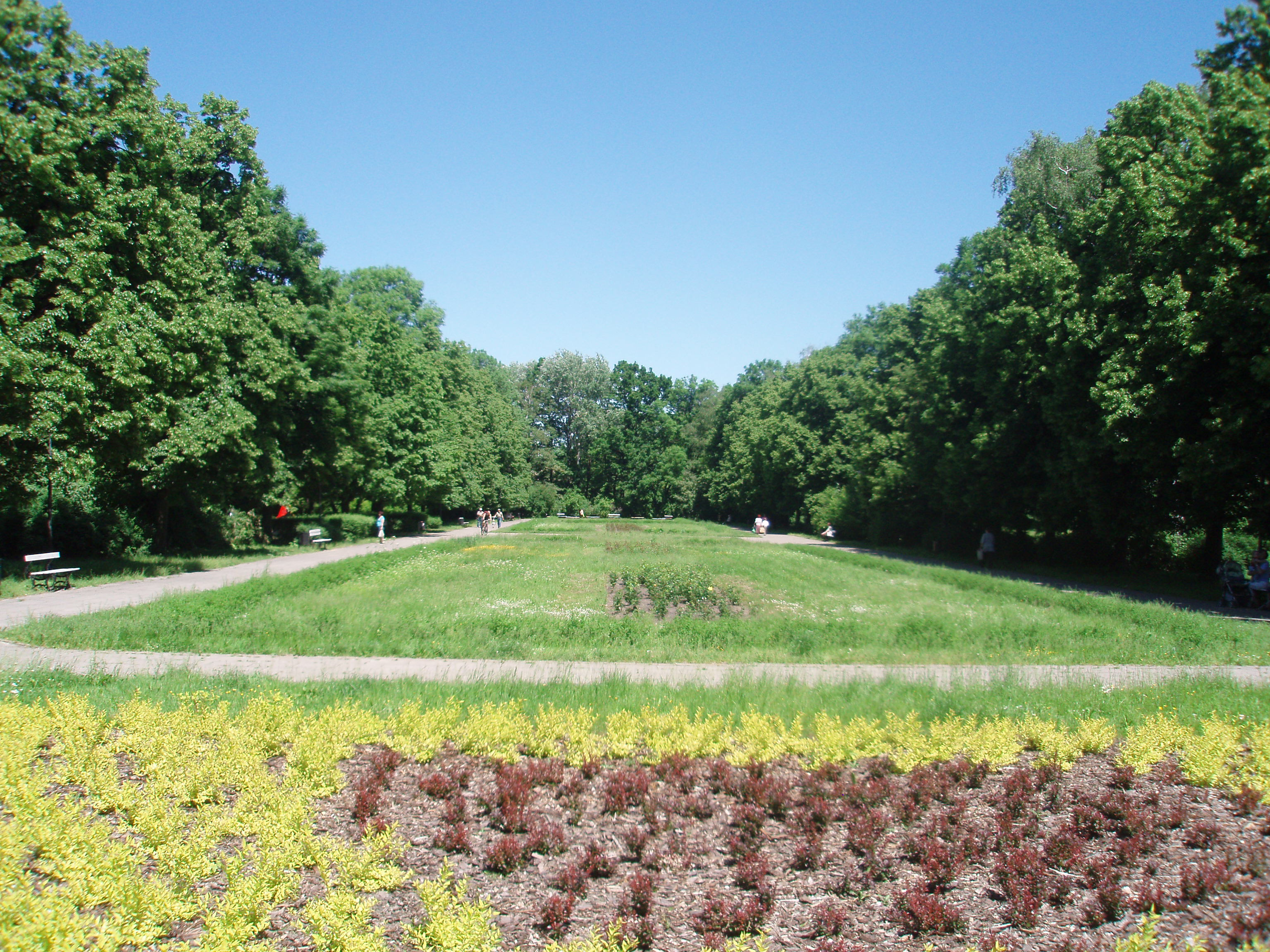
Park im. Legionów

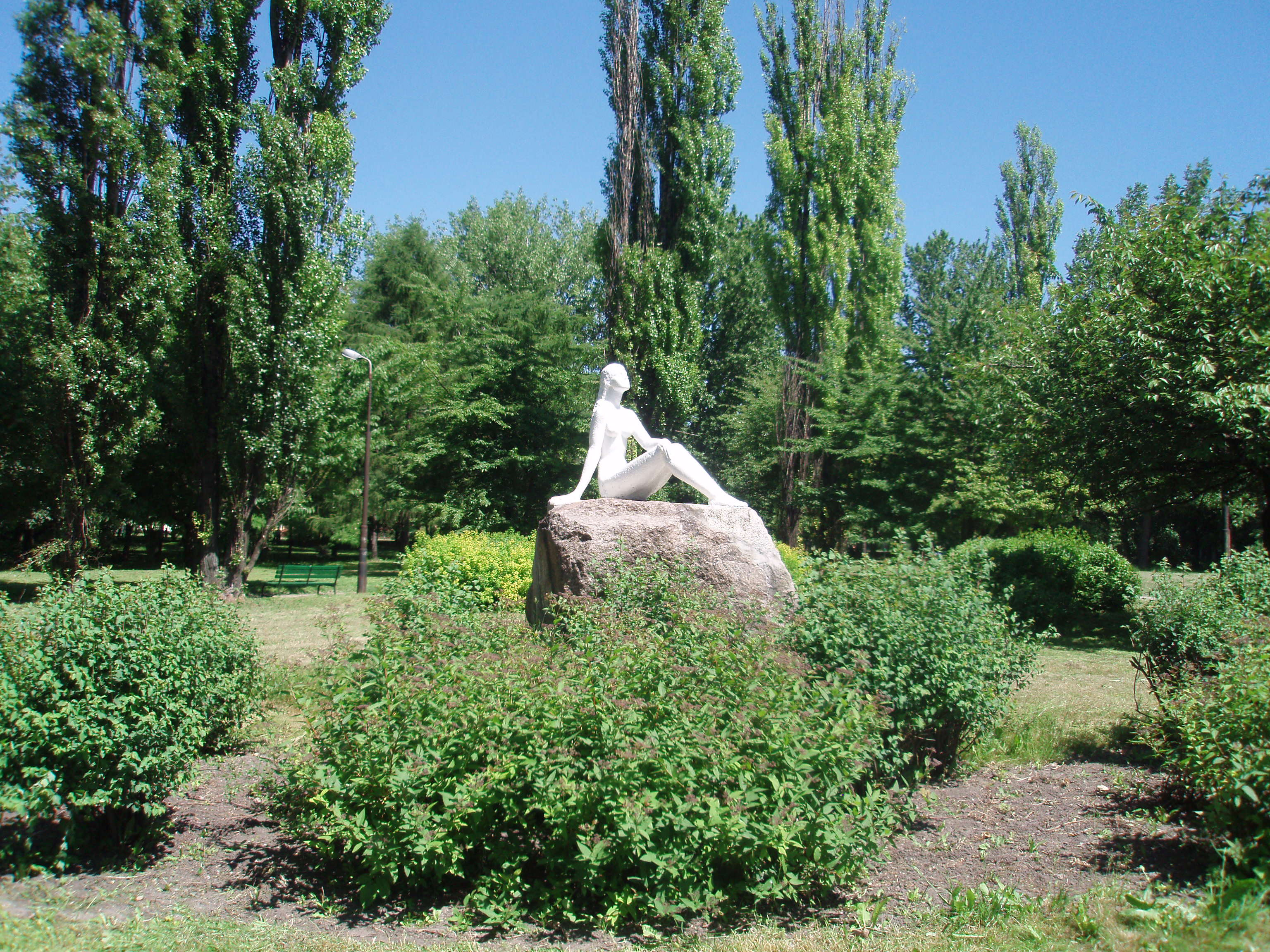
Skwer im. H. Dubaniewicza

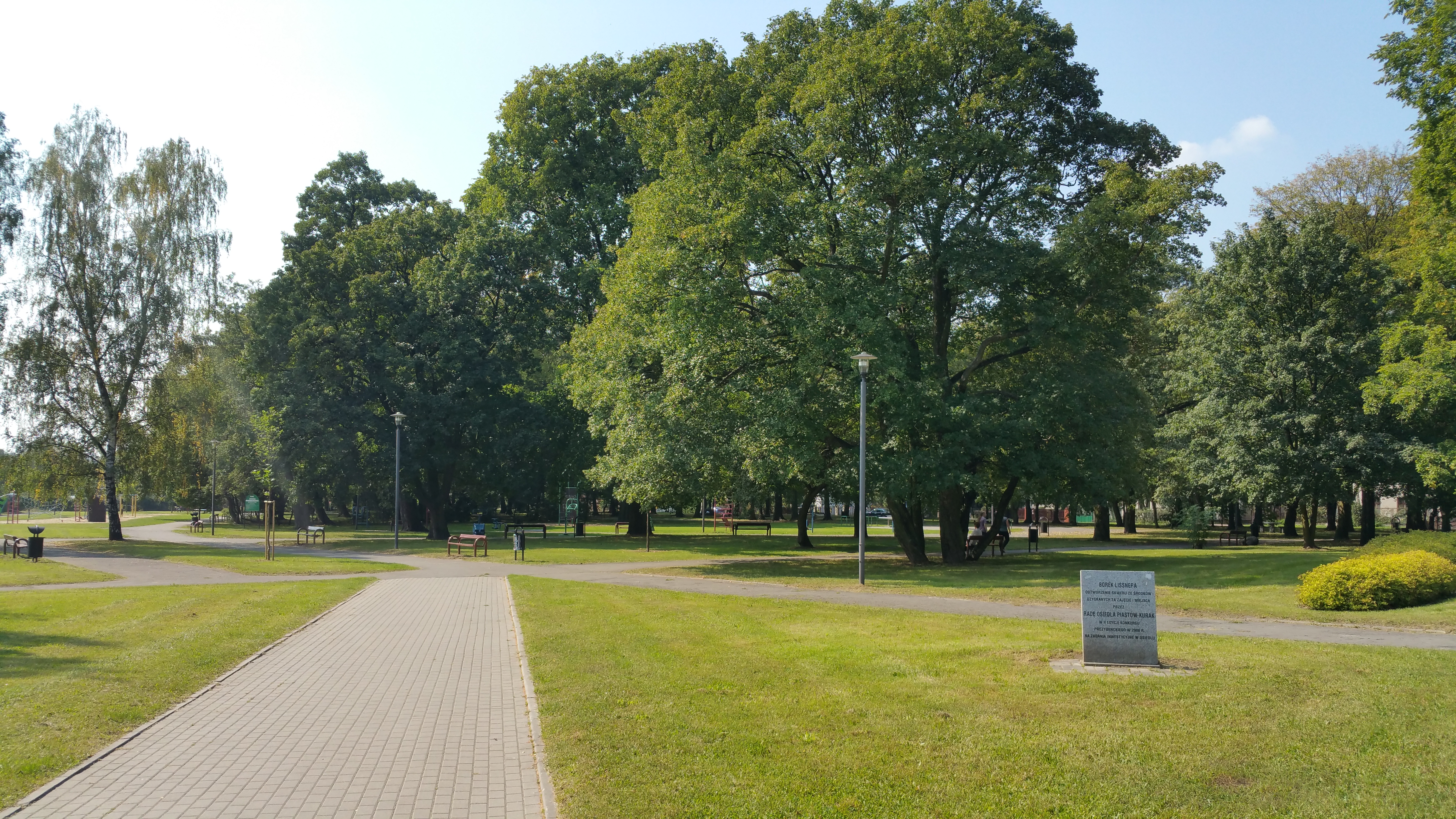
Borek Lissnera przy ulicy Karpackiej

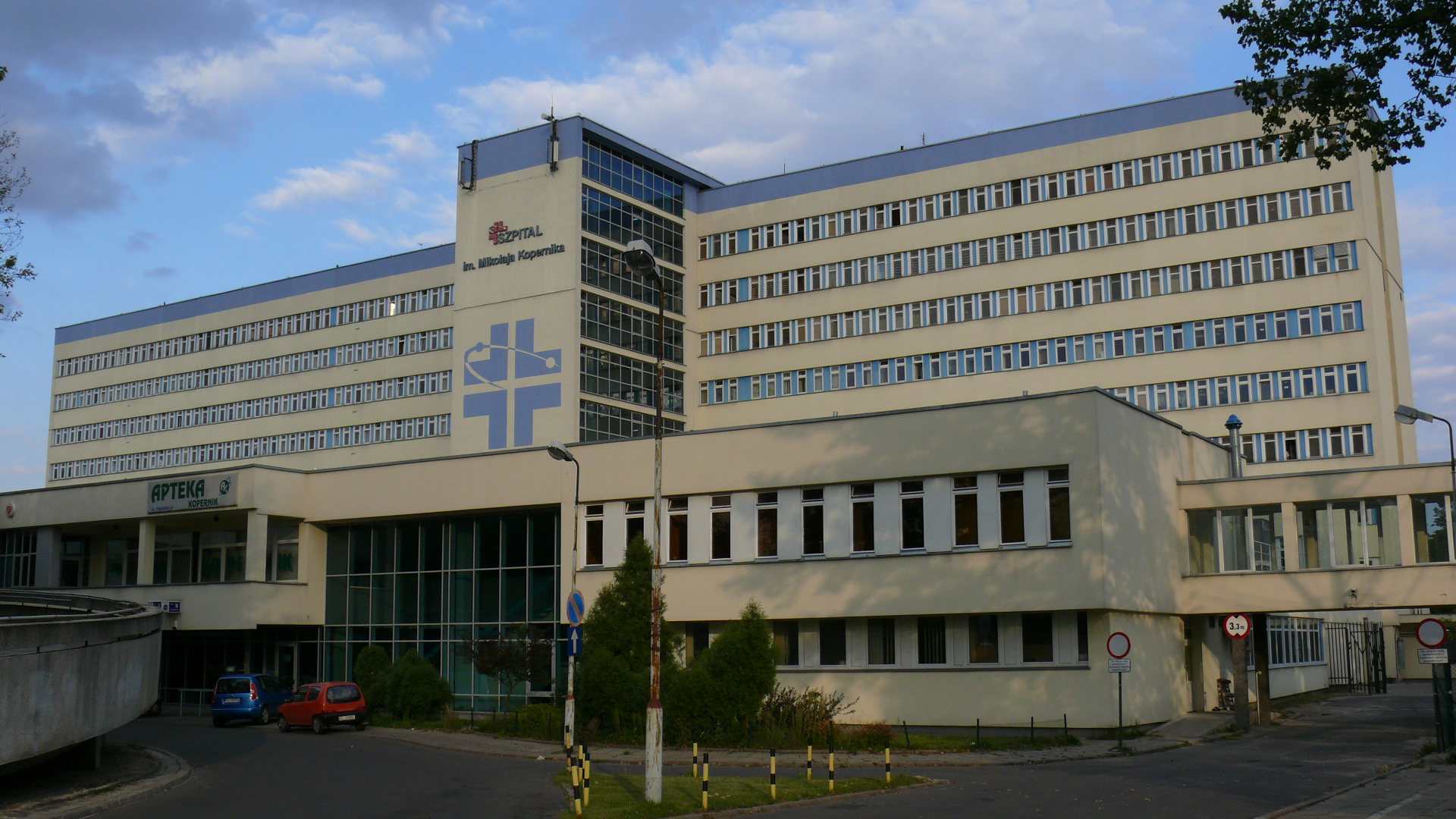
Szpital specjalistyczny im. Mikołaja Kopernika

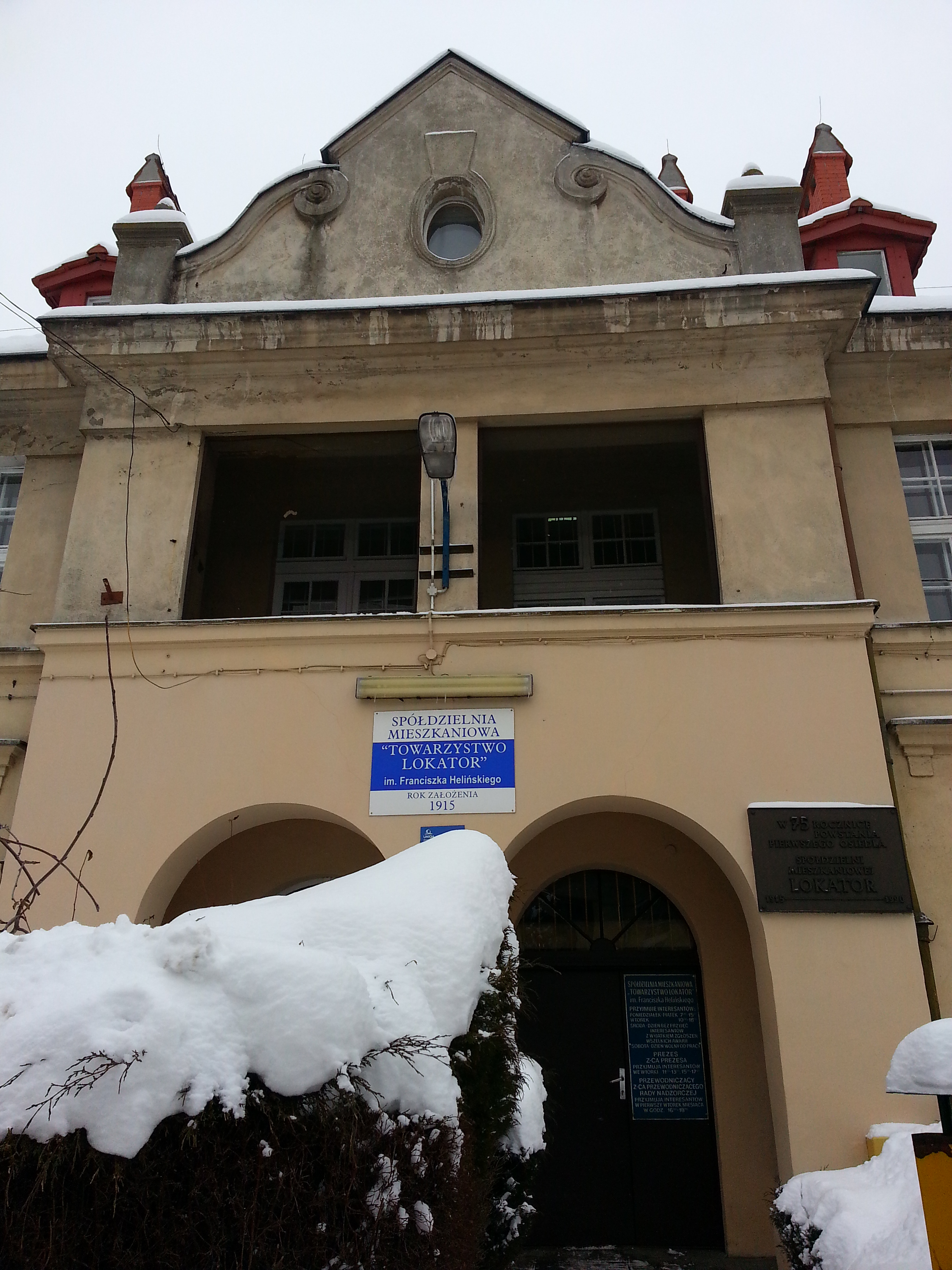
Osiedle przy ulicy Lokatorskiej

Piastów-Kurak – osiedle administracyjne w południowej części Łodzi, w dawnej dzielnicy Górna. Częściowo pokrywa się z umowną granicą Chojen. Zamieszkiwane przez ok. 21 tys. osób.
| granica osiedla | sąsiadujące osiedla administracyjne | ulice lub inne      |
| --------------- | ----------------------------------- | ------------------- |
| północ          | Górniak                             | Bednarska           |
| wschód          | Chojny-Dąbrowa                      | Tuszyńska           |
| południe        | Chojny, Ruda                        | linia kolejowa D540 |
| zachód          | Rokicie, Górniak                    | Pabianicka          |

Nazwa osiedla pochodzi od dawnej gospody, noszącej miano Pod Srebrnym Kurakiem. Stała ona przy ulicy Brużyckiej, u wylotu obecnej ulicy Pabianickiej, przed wiaduktem kolei obwodowej. Tam zatrzymywali się na odpoczynek i posiłek handlarze podróżujący na trasie północ-południe (Łęczyca - Zgierz - Łódź - Pabianice - Piotrków).
Teren osiedla administracyjnego pokrywa się z obszarem SIM Kurak. 

## Osiedla

### Osiedle Towarzystwa Spółdzielczego „Lokator”
ulice: Lokatorska, Sejmowa, Niemcewicza i Łączna
Ekskluzywne osiedle z okresu międzywojnia.
Towarzystwo Spółdzielcze Lokator powstało już w 1915 r., jednak dopiero w 1925 r. mogło zrealizować budowę osiedla przy ówczesnej ul. Koeniga (dziś ul. Lokatorska), ul. Sejmowej, Niemcewicza i Łącznej. Budynki te zaprojektowali architekci Adolf Goldberg i Wacław Kowalewski. W pierwotnym założeniu miało powstać 120 mieszkań. Wybudowano 6 domów, w których zaprojektowano 20 mieszkań o powierzchni około 40 m² każde. W zespole domów wzniesiono również mniejsze budynki kilkurodzinne. Towarzystwo Spółdzielcze Lokator doprowadziło do powstania wewnętrznej, osiedlowej kanalizacji oraz instalacji sanitarnej i studni. W ten sposób wyposażono budynki w niezbędne udogodnienia. W każdym bloku ulokowano pralnię, suszarnię i magiel. Zadbano także o budynki użyteczności publicznej takie jak przedszkole i świetlicę, sklep, klub towarzyski, łaźnię, a nawet solarium na jednym z dachów. Na osiedlu powstały także boiska, korty i ogródek jordanowski. Tak ekskluzywne wyposażenie zwiększyło jednak koszty zakupu mieszkań. Z tej przyczyny na osiedlu, przeznaczonym pierwotnie dla robotników, zamieszkali głównie nauczyciele i artyści (między innymi Antoni Kasprowicz - łódzki poeta). Zakończenie inwestycji planowano na lata dwudzieste XX w., jednak panujące bezrobocie i kryzys światowy spowodowały, że ostatnie mieszkania ukończono dopiero w 1936 r.

### Osiedle ZUS
ulice: Bednarska, Unicka, Sanocka i Dygasińskiego
W roku 1930 zaprojektowano w warszawskiej pracowni Biura Projektów ZUS osiedle dla łódzkich pracowników Zakładu Ubezpieczeń Społecznych. Początkowo osiedle miało składać się z 14 budynków, ostatecznie do roku 1932 powstało ich 7. Wzdłuż ul. Bednarskiej stoją równolegle do siebie dwa dłuższe bloki, które wyróżniają się płaskimi dachami i pozbawionymi dekoracji elewacjami pokrytymi szarym tynkiem. Pomiędzy nimi zaprojektowano przestrzeń zieleni oraz mniejsze budowle, które utworzyły skrzydła poprzeczne osiedla. Architekt uwzględnił w projekcie również domy dla robotników, m.in. galeriowce. Znakiem charakterystycznym osiedla jest wysoki budynek mieszczący niegdyś wieżę ciśnień, dzięki której dostarczano wodę do wszystkich mieszkań. Architektura osiedla jest przykładem funkcjonalizmu, międzynarodowego stylu międzywojnia, którego wyrazem są m.in. budynki Bauhausu w Niemczech lub realizacje Le Corbusier’a we Francji. Podczas okupacji hitlerowskiej mieszkańców tego nowoczesnego osiedla wysiedlono, a ich miejsce zajęli lokatorzy wskazani przez niemieckie władze okupacyjne.

## Ważne miejsca
- południowa część parku im. Legionów, czyli dawny park ZUS
- Skwer im. Henryka Dubaniewicza
- Borek Lissnera przy ulicy Karpackiej
- Wojewódzki Szpital Specjalistyczny im. M. Kopernika
- dawny Dom Towarowy przy ulicy Paderewskiego 6, nazwany „Kapeluszem Pana Anatola”
- willa przy ulicy Bednarskiej 42. Do wybuchu II wojny światowej mieszkała w niej rodzina Usielskich - znani przedwojenni producenci win. Od 1947 roku budynek był siedzibą studia filmowego Se-Ma-For.

## Adres rady osiedla
93-510 Łódź, ul. Ciołkowskiego 11